# 廍下
廍下，是臺灣南投縣名間鄉的一個傳統地域名稱，位於該鄉西北部。相較於今日行政區，其範圍大致與廍下村相近。

## 歷史
台灣清治末期至日治初期，廍下地區為一街庄，稱為「廍下庄」，隸屬於武東堡。該庄北與施厝坪庄為鄰，東與大庄為鄰，南邊為皮仔藔庄，西邊為大平庄、許厝藔庄。
1901年（日治明治三十四年）11月，全台廢縣廳改設二十廳，該庄隸屬於南投廳。1903年（明治三十六年）6月，該庄編入「皮仔寮區」，隸屬於南投廳。1909年（明治四十二年）10月，合併二十廳為十二廳，皮仔寮區仍隸屬於南投廳。1920年（大正九年），全台地方制度大改正，廢十二廳改設五州二廳，該庄改制為「廍下」大字，隸屬於臺中州南投郡名間庄。
戰後名間庄改制為名間鄉，隸屬於臺中縣，大字亦改制為村。1950年10月，中、彰、投分治，名間鄉改隸屬南投縣。

## 聚落
本地區發展較早的聚落為大庄（西南端一小部分）、廍下、鹿鳴等，在日治期初期的官方地圖上已有記載。

## 交通
縣道139乙線（八卦路、皮仔寮巷）是橫山至名間的道路，大致以西北西—東南東走向由廍下地區西部邊界北側入境後，經左右反置S字形彎道後，順路轉南南西蜿蜒而行，最後轉南南東於本地區南部邊界中央偏西處出境。由該道路向西北西經許厝寮東端繞大彎轉東再轉北再轉東北蜿蜒而行，可前往西施厝坪地區南部橫山聚落北郊並止於縣道139號轉角路口；向南南西可前往皮子寮、赤水、弓鞋、松柏坑、頂新厝、名間並止於省道台3線路口。
縣道150號（南田路新路）是芳苑至南投的道路，大致以西南—東北走向經過本地區東南端大庄聚落西北側。由該道路向西南可前往田中、北斗、埤頭、二林、芳苑等地；向東北可前往大庄、茄苳腳並止省道台3線路口，也是省道台14乙線終點路口。
鄉道投24線（南田路舊路）是大庄至新街的道路，其西側端點位於本地區南部邊界東側，也就大庄聚落西南郊的縣道150號路口。由此向東北東沿一小段邊界而行，進入大庄聚落蜿蜒而行，出境後於聚落內轉東北經鄉道投30線路口，再轉東北東經投28線起點路口後出聚落，可前往大庄與田子交界地帶、新街與田子交界地帶、新街北部並止於省道台3線路口。
鄉道投30線是橫山至虎山坑的道路，大致以北微東—南微西走向到達本地區東北角後沿東部邊界而行，其後沿邊界線轉南南東再轉東南經縣道150號路口並出境。由該道路向北微東經西施厝坪與大庄交界地帶，後轉東南東經大庄與茄苳腳交界地帶，轉北北東再轉西北西可經茄苳腳西南端前往茄苳腳與西施厝坪交界地帶、西施厝坪與東施厝坪交界地帶並止於縣道139乙線路口；向東南經鄉道投24線路口可前往大庄南部、大庄與田子交界地帶、田子西南部、下新厝並止於省道台3線路口。
鄉道投32線（大岩巷）是廍下至大庄的道路，其西側端點位於本地區西南部縣道139乙線路口。由此向東南東可前往本地區東南端的大庄聚落西側並止於縣道150號路口。